# Paridris macrurous
Paridris macrurous är en stekelart som beskrevs av Mikhail Vasilievich Kozlov och Lê 2000. Paridris macrurous ingår i släktet Paridris och familjen Scelionidae. Inga underarter finns listade i Catalogue of Life.